# Luciano Gisberti
Luciano Gisberti, all'anagrafe Luciano Gioberti (Cosenza, 23 gennaio 1915 – Bari, 17 settembre 1991), è stato un calciatore e allenatore di calcio italiano, di ruolo portiere.

## Carriera

### Giocatore
Ha giocato in Serie A con il Liguria, totalizzando 6 presenze in massima serie nella stagione 1939-1940, ed in Serie B con lo stesso Liguria ed il Lecce. Conta in totale 69 presenze in serie cadetta. È entrato nella storia come il primo calabrese ad avere militato in Serie A.
In carriera ha giocato anche a Cuneo, dove svolse servizio militare, e ha disputato anche diversi campionati di Serie C con il Lecce ed il Cosenza.

### Allenatore
Ha allenato diverse formazioni soprattutto in Calabria; fu giocatore ed allenatore della Paolana e guidò la Folgore Castelvetrano nella stagione 1962-1963 vincendo il campionato di Promozione e portando la squadra in Serie D.

## Palmarès

### Giocatore

#### Competizioni nazionali
- Serie B: 1

Liguria: 1940-1941
- Serie C: 1

Lecce: 1942-1943

### Allenatore

#### Competizioni regionali
- Promozione: 1

Folgore Castelvetrano: 1962-1963